# Telluur-106
Telluur-106 of 106Te is een onstabiele radioactieve isotoop van telluur, een metalloïde. De isotoop komt van nature niet op Aarde voor. Het is een van de lichtste isotopen van het element.

## Radioactief verval
Telluur-106 bezit een zeer korte halveringstijd: ongeveer 70 microseconden. Het vervalt door uitzending van alfastraling naar de radio-isotoop tin-102:
{\displaystyle {\ce {{^{106}_{52}Te}->{^{102}_{50}Sn}+\,_{2}^{4}\alpha }}}
Telluur is daarmee het lichtste element waarbij alfaverval wordt vastgesteld. Lichtere element kunnen ook dit type radioactief verval ondergaan, maar dit is eerder uitzonderlijk.
105Te · 106Te · 107Te · 108Te · 109Te · 110Te · 111Te · 112Te · 113Te · 114Te · 115Te · 115m1Te · 115m2Te · 116Te · 117Te · 117mTe · 118Te · 119Te · 119mTe · 120Te · 121Te · 121mTe · 122Te · 123Te · 123mTe · 124Te · 125Te · 125mTe · 126Te · 127Te · 127mTe · 128Te · 128mTe · 129Te · 129mTe · 130Te · 130m1Te · 130m2Te · 130m3Te · 131Te · 131mTe · 132Te · 133Te · 133mTe · 134Te · 134mTe · 135Te · 135mTe · 136Te · 137Te · 138Te · 139Te · 140Te · 141Te · 142Te · 143Te